# Marcel Palonder
Marcel Palonder (ur. 1964 w Humenném) – słowacki piosenkarz. Reprezentował Słowację w Konkursie Piosenki Eurowizji 1996 (piosenka „Kým nás máš”).